# Johann Blöchl
Johann Blöchl (* 12. Juli 1895 in Siegelsdorf; † 4. April 1987 ebenda) war oberösterreichischer Politiker (CSP/VF/ÖVP).
Blöchl wurde am Hartmayrgut (auch: Dornachhof), dem ehemaligen Meierhof der Burg Dornach, geboren und besuchte die Volksschule in Lasberg und die Bürgerschule im Marianum Freistadt. Ab seinem 14. Lebensjahr arbeitete er am elterlichen Bauernhof mit und wurde 1922 Gemeinderat in Lasberg.
Blöchl war 1931 bis 1938 Abgeordneter zum Oberösterreichischen Landtag. Auch war er von 1931 bis 1934 Abgeordneter zum Österreichischen Nationalrat. Im autoritären Ständestaat war er von 1934 bis 1938 als Vertreter der Selbständigen in der Berufsgruppe Land- und Forstwirtschaft Mitglied des Bundeswirtschaftsrates und Bezirksleiter der Vaterländischen Front.
Während der Zeit des Nationalsozialismus war er zweimal für längere Zeit in Haft.
Er war von 1945 bis 1966 abermals Abgeordneter zum oberösterreichischen Landtag. Von 1945 bis 1955 war er Landesrat ohne Ressort in Oberösterreich, anschließend bis 1966 Landeshauptmann-Stellvertreter. In der Zeit als Landesrat (1945–1955) war er Leiter der Zivilverwaltung Mühlviertel und gilt daher als Vater des Mühlviertels, da er die verwaltungsmäßige Abspaltung dessen von Oberösterreich durch die sowjetische Besatzungsmacht verhindern konnte.
Blöchl war Präsident der oberösterreichischen Landwirtschaftskammer von 1954 bis 1965 und Vizepräsident des österreichischen Bauernbundes von 1954 bis 1965.

## Auszeichnungen
- 1955: Großes Goldenes Ehrenzeichen mit dem Stern für Verdienste um die Republik Österreich[3]